# 静岡県立静岡南高等学校
静岡県立静岡南高等学校（しずおかけんりつ しずおかみなみこうとうがっこう）は、静岡県静岡市駿河区に所在した公立の高等学校。
学校再編統合により静岡市立商業高等学校と統合し、2013年3月31日に閉校した。統合後の学校は静岡市立商業高等学校跡地に開校した静岡県立駿河総合高等学校であり、2012年度以前の入学生は統合後、駿河総合高等学校普通科に在籍することとなった。

## 設置学科
- 普通科

## 所在地
- 〒422-8017 静岡県静岡市駿河区大谷5762番地

## 沿革
- 1983年 - 開校。
- 1984年 - 体育館完成。校歌制定
- 2004年 - 静岡県立静岡北養護学校南の丘分校を併置
- 2013年3月31日 - 閉校。
- 2016年3月16日-既存の校舎をリノベーションして作られた博物館、「ふじのくに地球環境史ミュージアム」が開館。

## 交通
- JR静岡駅13番のりばよりしずてつジャストラインバス小鹿経由大谷行き乗車（約25分）、宮川バス停で下車、徒歩約15分。